# Nothrus senegalensis
Nothrus senegalensis är en kvalsterart som beskrevs av Sandór Mahunka 1992. Nothrus senegalensis ingår i släktet Nothrus och familjen Nothridae. Inga underarter finns listade i Catalogue of Life.